# Nautilus pompilius
Nautilus pompilius — вид головоногих молюсків родини Nautilidae. 

## Поширення
Ареал виду охоплює більшу частину південної частини Тихого океану. Його знайшли біля рифів і на морському дні біля берегів Австралії, Японії та Мікронезії. Він віддає перевагу схилам коралових рифів, де зустрічається на глибині приблизно від 400 до 650 метрів і до 100 метрів вночі.

## Опис
Nautilus pompilius може перевищувати 30 см в ширину. Шкаралупа тонка і гладка, чергуються смуги білого з червоним і коричневим. Тварина утворює камери всередині раковини, з яких вона завжди пересувається, щоб зайняти крайню. Решта камери заповнені газом. У дорослому стані може мати до 30 таких камер, які відокремлені одна від одної перегородками.

## Підвиди
- Nautilus pompilius pompilius Linnaeus, 1758 — ареал охоплює Андаманське море на схід до Фіджі та півдня Японії на південь до Великого Бар'єрного рифу. Надзвичайно великі екземпляри з діаметром мушлі до 254 мм були зареєстровані в Індонезії та північній Австралії[1]. Ця гігантська форма була описана як Nautilus repertus, але більшість вчених не вважають її окремим видом.
- Nautilus pompilius suluensis Habe & Okutani, 1988 — набагато менша тварина, що мешкає в морі Сулу на південному заході Філіппін, на честь якого й названа. Найбільший відомий зразок мав діаметр раковини 160 мм.[2]

## Поведінка
Nautilus pompilius веде нічний спосіб життя і харчується дрібними крабами, падлом і іноді дрібною рибою. Самець визначає місцезнаходження самиці за допомогою нюху. Під час спаровування чотири видозмінених щупальця самця служать органом копуляції, за допомогою якого сперматофори — сперматозоїди, вкриті желем, передаються самиці. Желе розчиняється в матковій трубі, а сперматозоїди запліднюють яйцеклітини. Дуже багаті жовтком яйця відкладаються на мілкій воді. Молоді тварини, які вже мають довжину 3 см, вилуплюються приблизно через 12 місяців. Nautilus pompilius може жити близько 20 років.